# Nádraží Pchjongjang
Nádraží Pchjongjang (korejsky 평양역 – Pchjŏngjang jŏk) je hlavní železniční stanice v Pchjongjangu, hlavním městě Severní Korey. Leží v obvodě Čunggujŏk na severním břehu Tedongu severozápadně od mostu Janggak, na který z něj vede trať.
Na nádraží začínají následující tratě:
- železniční trať Pchjongjang – Pchanmun (– Soul)
- železniční trať Pchjongjang – Sinŭidžu (– Tan-tung)
- železniční trať Pchjongjang – Rason
- železniční trať Pchjongjang – Nampcho

První budova zde byla postavena už ve dvacátých letech dvacátého století během japonské okupace Koreje, ta byla ovšem zničena během Korejské války. Nová budova byla postavena v roce 1953.